# 昂塞勒
昂塞勒（法語：Ancelle，法語發音：[ɑ̃sɛl]）是法国上阿尔卑斯省的一个市镇，位于该省中部偏西，属于加普区。该市镇因其优美的自然风光和丰富的户外活动而受到游客的欢迎。

## 地理
昂塞勒（44°37'24"N, 6°12'24"E）面积50.66 平方千米，该市镇位于法国普罗旺斯-阿尔卑斯-蓝色海岸大区上阿尔卑斯省，地处东南部内陆省份。该省份为法国东南部内陆省份，北起萨瓦省，西北接伊泽尔省，西南接德龙省，南至上普罗旺斯阿尔卑斯省，东北部与意大利接壤。 （页面存档备份，存于）
与昂塞勒接壤的市镇（或旧市镇、城区）包括：新拉巴蒂、沙博特、绍尔日、福雷圣于连、奥西耶尔、雷阿隆、拉罗谢特、圣让-圣尼古拉、圣莱热莱梅莱兹。

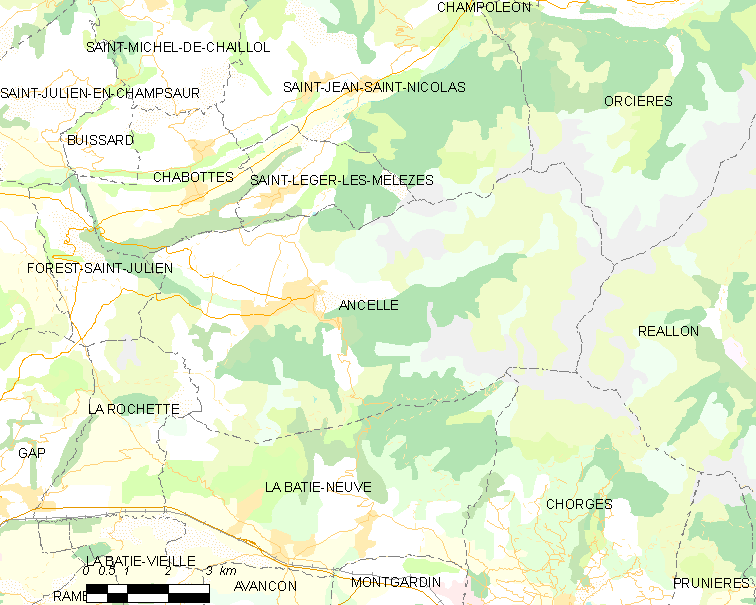
昂塞勒的OSM定位图

昂塞勒的时区为UTC+01:00、UTC+02:00（夏令时）。

## 行政
昂塞勒的邮政编码为05260，INSEE市镇编码为05004。

## 政治
昂塞勒所属的省级选区为圣博内昂尚索尔县。

## 交通
昂塞勒通过公路与周边城市和地区相连，主要的交通路线包括与加普（Gap）和其他主要市镇的连接。公共交通服务有限，居民和游客主要依靠私家车出行。

## 经济与文化
昂塞勒的经济主要依赖于旅游业，尤其是冬季运动和夏季徒步旅行。附近的滑雪场和登山路径吸引了大量游客，促进了当地的商业发展。此外，昂塞勒的自然环境和传统村落也成为了文化和生态旅游的重要资源。
市镇内保留了许多历史建筑和文化遗产，包括教堂和老式农舍，反映了当地的历史和文化特色。

## 人口

1962-2008年间昂塞勒人口变化图示

昂塞勒于2022年1月1日时的人口数量为966人。